# The Woman Haters
The Woman Haters er en amerikansk stumfilm fra 1913 af Henry Lehrman.

## Medvirkende
- Roscoe 'Fatty' Arbuckle
- Nick Cogley